# К Корнелию, о сохранении тайны
«К Корнелию, о сохранении тайны» — условное название стихотворения римского поэта Гая Валерия Катулла, включённого в состав посмертного сборника («Книги Катулла Веронского») под номером 102. Автор здесь обращается к своему другу Корнелию и говорит, что тот может ему доверять и считать Гарпократом (богом молчания), рассказывая свои секреты. 
О личности Корнелия и обстоятельствах, при которых было написано стихотворение, ничего не известно.